# Unicodeblock N’Ko
Der Unicodeblock N’Ko (07C0 bis 07FF) enthält die Zeichen des westafrikanischen Schriftsystems N’Ko.

## Tabelle
| Unicodenummer | Zeichen (400 %) | Kategorie                               | Bidirektionale Klasse              | Offizielle Bezeichnung             | Beschreibung                              |
| ------------- | --------------- | --------------------------------------- | ---------------------------------- | ---------------------------------- | ----------------------------------------- |
| U+07C0 (1984) | ߀               | Dezimalziffer                           | rechts nach links (nicht-arabisch) | NKO DIGIT ZERO                     | N’Ko-Ziffer Null                          |
| U+07C1 (1985) | ߁               | Dezimalziffer                           | rechts nach links (nicht-arabisch) | NKO DIGIT ONE                      | N’Ko-Ziffer Eins                          |
| U+07C2 (1986) | ߂               | Dezimalziffer                           | rechts nach links (nicht-arabisch) | NKO DIGIT TWO                      | N’Ko-Ziffer Zwei                          |
| U+07C3 (1987) | ߃               | Dezimalziffer                           | rechts nach links (nicht-arabisch) | NKO DIGIT THREE                    | N’Ko-Ziffer Drei                          |
| U+07C4 (1988) | ߄               | Dezimalziffer                           | rechts nach links (nicht-arabisch) | NKO DIGIT FOUR                     | N’Ko-Ziffer Vier                          |
| U+07C5 (1989) | ߅               | Dezimalziffer                           | rechts nach links (nicht-arabisch) | NKO DIGIT FIVE                     | N’Ko-Ziffer Fünf                          |
| U+07C6 (1990) | ߆               | Dezimalziffer                           | rechts nach links (nicht-arabisch) | NKO DIGIT SIX                      | N’Ko-Ziffer Sechs                         |
| U+07C7 (1991) | ߇               | Dezimalziffer                           | rechts nach links (nicht-arabisch) | NKO DIGIT SEVEN                    | N’Ko-Ziffer Sieben                        |
| U+07C8 (1992) | ߈               | Dezimalziffer                           | rechts nach links (nicht-arabisch) | NKO DIGIT EIGHT                    | N’Ko-Ziffer Acht                          |
| U+07C9 (1993) | ߉               | Dezimalziffer                           | rechts nach links (nicht-arabisch) | NKO DIGIT NINE                     | N’Ko-Ziffer Neun                          |
| U+07CA (1994) | ߊ               | anderer Buchstabe, Silbe oder Ideogramm | rechts nach links (nicht-arabisch) | NKO LETTER A                       | N’Ko-Buchstabe A                          |
| U+07CB (1995) | ߋ               | anderer Buchstabe, Silbe oder Ideogramm | rechts nach links (nicht-arabisch) | NKO LETTER EE                      | N’Ko-Buchstabe Ee                         |
| U+07CC (1996) | ߌ               | anderer Buchstabe, Silbe oder Ideogramm | rechts nach links (nicht-arabisch) | NKO LETTER I                       | N’Ko-Buchstabe I                          |
| U+07CD (1997) | ߍ               | anderer Buchstabe, Silbe oder Ideogramm | rechts nach links (nicht-arabisch) | NKO LETTER E                       | N’Ko-Buchstabe E                          |
| U+07CE (1998) | ߎ               | anderer Buchstabe, Silbe oder Ideogramm | rechts nach links (nicht-arabisch) | NKO LETTER U                       | N’Ko-Buchstabe U                          |
| U+07CF (1999) | ߏ               | anderer Buchstabe, Silbe oder Ideogramm | rechts nach links (nicht-arabisch) | NKO LETTER OO                      | N’Ko-Buchstabe Oo                         |
| U+07D0 (2000) | ߐ               | anderer Buchstabe, Silbe oder Ideogramm | rechts nach links (nicht-arabisch) | NKO LETTER O                       | N’Ko-Buchstabe O                          |
| U+07D1 (2001) | ߑ               | anderer Buchstabe, Silbe oder Ideogramm | rechts nach links (nicht-arabisch) | NKO LETTER DAGBASINNA              | N’Ko-Buchstabe Dagbasinna                 |
| U+07D2 (2002) | ߒ               | anderer Buchstabe, Silbe oder Ideogramm | rechts nach links (nicht-arabisch) | NKO LETTER N                       | N’Ko-Buchstabe N                          |
| U+07D3 (2003) | ߓ               | anderer Buchstabe, Silbe oder Ideogramm | rechts nach links (nicht-arabisch) | NKO LETTER BA                      | N’Ko-Buchstabe Ba                         |
| U+07D4 (2004) | ߔ               | anderer Buchstabe, Silbe oder Ideogramm | rechts nach links (nicht-arabisch) | NKO LETTER PA                      | N’Ko-Buchstabe Pa                         |
| U+07D5 (2005) | ߕ               | anderer Buchstabe, Silbe oder Ideogramm | rechts nach links (nicht-arabisch) | NKO LETTER TA                      | N’Ko-Buchstabe Ta                         |
| U+07D6 (2006) | ߖ               | anderer Buchstabe, Silbe oder Ideogramm | rechts nach links (nicht-arabisch) | NKO LETTER JA                      | N’Ko-Buchstabe Ja                         |
| U+07D7 (2007) | ߗ               | anderer Buchstabe, Silbe oder Ideogramm | rechts nach links (nicht-arabisch) | NKO LETTER CHA                     | N’Ko-Buchstabe Cha                        |
| U+07D8 (2008) | ߘ               | anderer Buchstabe, Silbe oder Ideogramm | rechts nach links (nicht-arabisch) | NKO LETTER DA                      | N’Ko-Buchstabe Da                         |
| U+07D9 (2009) | ߙ               | anderer Buchstabe, Silbe oder Ideogramm | rechts nach links (nicht-arabisch) | NKO LETTER RA                      | N’Ko-Buchstabe Ra                         |
| U+07DA (2010) | ߚ               | anderer Buchstabe, Silbe oder Ideogramm | rechts nach links (nicht-arabisch) | NKO LETTER RRA                     | N’Ko-Buchstabe Rra                        |
| U+07DB (2011) | ߛ               | anderer Buchstabe, Silbe oder Ideogramm | rechts nach links (nicht-arabisch) | NKO LETTER SA                      | N’Ko-Buchstabe Sa                         |
| U+07DC (2012) | ߜ               | anderer Buchstabe, Silbe oder Ideogramm | rechts nach links (nicht-arabisch) | NKO LETTER GBA                     | N’Ko-Buchstabe Gba                        |
| U+07DD (2013) | ߝ               | anderer Buchstabe, Silbe oder Ideogramm | rechts nach links (nicht-arabisch) | NKO LETTER FA                      | N’Ko-Buchstabe Fa                         |
| U+07DE (2014) | ߞ               | anderer Buchstabe, Silbe oder Ideogramm | rechts nach links (nicht-arabisch) | NKO LETTER KA                      | N’Ko-Buchstabe Ka                         |
| U+07DF (2015) | ߟ               | anderer Buchstabe, Silbe oder Ideogramm | rechts nach links (nicht-arabisch) | NKO LETTER LA                      | N’Ko-Buchstabe La                         |
| U+07E0 (2016) | ߠ               | anderer Buchstabe, Silbe oder Ideogramm | rechts nach links (nicht-arabisch) | NKO LETTER NA WOLOSO               | N’Ko-Buchstabe Na Woloso                  |
| U+07E1 (2017) | ߡ               | anderer Buchstabe, Silbe oder Ideogramm | rechts nach links (nicht-arabisch) | NKO LETTER MA                      | N’Ko-Buchstabe Ma                         |
| U+07E2 (2018) | ߢ               | anderer Buchstabe, Silbe oder Ideogramm | rechts nach links (nicht-arabisch) | NKO LETTER NYA                     | N’Ko-Buchstabe Nya                        |
| U+07E3 (2019) | ߣ               | anderer Buchstabe, Silbe oder Ideogramm | rechts nach links (nicht-arabisch) | NKO LETTER NA                      | N’Ko-Buchstabe Na                         |
| U+07E4 (2020) | ߤ               | anderer Buchstabe, Silbe oder Ideogramm | rechts nach links (nicht-arabisch) | NKO LETTER HA                      | N’Ko-Buchstabe Ha                         |
| U+07E5 (2021) | ߥ               | anderer Buchstabe, Silbe oder Ideogramm | rechts nach links (nicht-arabisch) | NKO LETTER WA                      | N’Ko-Buchstabe Wa                         |
| U+07E6 (2022) | ߦ               | anderer Buchstabe, Silbe oder Ideogramm | rechts nach links (nicht-arabisch) | NKO LETTER YA                      | N’Ko-Buchstabe Ya                         |
| U+07E7 (2023) | ߧ               | anderer Buchstabe, Silbe oder Ideogramm | rechts nach links (nicht-arabisch) | NKO LETTER NYA WOLOSO              | N’Ko-Buchstabe Nya Woloso                 |
| U+07E8 (2024) | ߨ               | anderer Buchstabe, Silbe oder Ideogramm | rechts nach links (nicht-arabisch) | NKO LETTER JONA JA                 | N’Ko-Buchstabe Jona Ja                    |
| U+07E9 (2025) | ߩ               | anderer Buchstabe, Silbe oder Ideogramm | rechts nach links (nicht-arabisch) | NKO LETTER JONA CHA                | N’Ko-Buchstabe Jona Cha                   |
| U+07EA (2026) | ߪ               | anderer Buchstabe, Silbe oder Ideogramm | rechts nach links (nicht-arabisch) | NKO LETTER JONA RA                 | N’Ko-Buchstabe Jona Ra                    |
| U+07EB (2027) | ߫                | Markierung ohne Extrabreite             | Markierung ohne Extrabreite        | NKO COMBINING SHORT HIGH TONE      | N’Ko-kombinierender kurzer hoher Ton      |
| U+07EC (2028) | ߬                | Markierung ohne Extrabreite             | Markierung ohne Extrabreite        | NKO COMBINING SHORT LOW TONE       | N’Ko-kombinierender kurzer tiefer Ton     |
| U+07ED (2029) | ߭                | Markierung ohne Extrabreite             | Markierung ohne Extrabreite        | NKO COMBINING SHORT RISING TONE    | N’Ko-kombinierender kurzer steigender Ton |
| U+07EE (2030) | ߮                | Markierung ohne Extrabreite             | Markierung ohne Extrabreite        | NKO COMBINING LONG DESCENDING TONE | N’Ko-kombinierender langer fallender Ton  |
| U+07EF (2031) | ߯                | Markierung ohne Extrabreite             | Markierung ohne Extrabreite        | NKO COMBINING LONG HIGH TONE       | N’Ko-kombinierender langer hoher Ton      |
| U+07F0 (2032) | ߰                | Markierung ohne Extrabreite             | Markierung ohne Extrabreite        | NKO COMBINING LONG LOW TONE        | N’Ko-kombinierender langer tiefer Ton     |
| U+07F1 (2033) | ߱                | Markierung ohne Extrabreite             | Markierung ohne Extrabreite        | NKO COMBINING LONG RISING TONE     | N’Ko-kombinierender langer steigender Ton |
| U+07F2 (2034) | ߲                | Markierung ohne Extrabreite             | Markierung ohne Extrabreite        | NKO COMBINING NASALIZATION MARK    | N’Ko-kombinierendes Nasalzeichen          |
| U+07F3 (2035) | ߳                | Markierung ohne Extrabreite             | Markierung ohne Extrabreite        | NKO COMBINING DOUBLE DOT ABOVE     | N’Ko-kombinierende Trema oben             |
| U+07F4 (2036) | ߴ               | modifizierender Buchstabe               | rechts nach links (nicht-arabisch) | NKO HIGH TONE APOSTROPHE           | N’Ko-Apostroph hoher Ton                  |
| U+07F5 (2037) | ߵ               | modifizierender Buchstabe               | rechts nach links (nicht-arabisch) | NKO LOW TONE APOSTROPHE            | N’Ko-Apostroph tiefer Ton                 |
| U+07F6 (2038) | ߶               | anderes Symbol                          | anderes neutrales Zeichen          | NKO SYMBOL OO DENNEN               | N’Ko-Symbol Oo Dennen                     |
| U+07F7 (2039) | ߷               | andere Interpunktion                    | anderes neutrales Zeichen          | NKO SYMBOL GBAKURUNEN              | N’Ko-Symbol Gbakurunen                    |
| U+07F8 (2040) | ߸               | andere Interpunktion                    | anderes neutrales Zeichen          | NKO COMMA                          | N’Ko-Komma                                |
| U+07F9 (2041) | ߹               | andere Interpunktion                    | anderes neutrales Zeichen          | NKO EXCLAMATION MARK               | N’Ko-Ausrufezeichen                       |
| U+07FA (2042) | ߺ               | modifizierender Buchstabe               | rechts nach links (nicht-arabisch) | NKO LAJANYALAN                     | N’Ko-Lajanyalan                           |
| U+07FD (2045) | ߽                | Markierung ohne Extrabreite             | Markierung ohne Extrabreite        | NKO DANTAYALAN                     | N’Ko-Dantayalan                           |
| U+07FE (2046) | ߾               | Währungssymbol                          | rechts nach links (nicht-arabisch) | NKO DOROME SIGN                    | N’Ko-Dorome-Zeichen                       |
| U+07FF (2047) | ߿               | Währungssymbol                          | rechts nach links (nicht-arabisch) | NKO TAMAN SIGN                     | N’Ko-Taman-Zeichen                        |